# Estádio Iván Elías Moreno
O Estadio Iván Elías Moreno é uma instalação esportiva para a prática de futebol localizada na Av. Los Álamos, Setor 3, Grupo 15, no bairro Villa El Salvador, na cidade de Lima. Foi inaugurado em 2 de junho de 2002 no encontro entre o Defensor Villa del Mar e o Guardia Republicana. Tem capacidade para 13.000 pessoas.